# Tetsuya Takada
Tetsuya Takada (高田 哲也, Tetsuya Takada) est un footballeur japonais né le 31 juillet 1969. Il évoluait au poste de défenseur.

## Palmarès
- Vainqueur de la Coupe d'Asie des vainqueurs de coupe en 1996